# Amédée Rolland (écrivain)
Pour les articles homonymes, voir Rolland.
Amédée Rolland (Paris, 4 février 1829 - Paris 16e, 26 juillet 1868) est un journaliste, auteur dramatique et romancier français.

## Biographie
Amédée Rolland a été rédacteur gérant de l'hebdomadaire Le Nouveau Journal (1850-1852), puis rédacteur de L'Estafette des théâtres de 1851 à 1860.

## Œuvres

### Théâtre
- Le Marchand malgré lui, comédie en 5 actes, en vers, par MM. Amédée Rolland et Jean Du Boys, représentée à l'Odéon, le 7 septembre 1858
- Un parvenu, comédie en 5 actes, en vers, représentée à l'Odéon, le 1er mars 1860
- Hommage à Racine, un acte, représenté à la Comédie-Française, le 1er avril 1860
- Le Mariage de Vadé, comédie en 5 actes, en vers, par MM. Amédée Rolland et Jean Du Boys, représentée à l'Odéon, le 8 octobre 1862
- Voltaire au foyer, un acte, représenté à la Comédie-Française, le 16 mars 1864[5]
- Les Turlutaines, comédie-vaudeville en 5 actes, de MM. Amédée Rolland et Ernest Dubreuil, représentée aux Menus-Plaisirs, le 15 décembre 1866

### Poésie
- Le Poème de la mort,  Librairie des auteurs, 1867 lire en ligne sur Gallica

### Roman
- Les Fils de Tantale, Michel Lévy, 1863 lire en ligne sur Gallica